# Alex Skovron
Alex Skovron (* 12. Juni 1948 in Chorzów) ist ein australischer Lyriker polnisch-jüdischer Herkunft.
Skovron ging mit seinen Eltern Ende 1956 zunächst nach Israel, bevor er 1958 nach Australien kam. Er besuchte von 1961 bis 1966 die Randwick Boys High School und studierte bis 1970 an der University of New South Wales (Bachelor) und bis 1972 an der University of Sydney (Master) Politikwissenschaft. Von 1972 bis 1977 war er Redaktionsmitarbeiter der The Australian Encyclopaedia, von 1977 bis 1979 Chefherausgeber der The Concise Encyclopaedia of Australia. Nach einem Auslandsaufenthalt 1979 arbeitete er für die Verlage Macmillan, Century Hutchinson und Dent/Houghton Mifflin.
Neben mehreren Gedichtbänden veröffentlichte Skovran auch Kurzgeschichten und verfasste einen Roman. Unter anderem wurde er mit dem Wesley Michel Wright Prize for Poetry (1983), dem John Shaw Neilson Poetry Award (1995 und 2001), dem Manuel Gelman Memorial Prize for Literature (1997) und dem Kyneton Literature Festival Poetry Prize (2002) ausgezeichnet.

## Werke
- The Rearrangement, 1988
- Sleeve Notes, 1992
- Infinite City: 100 Sonnetinas, 1999
- Chess and other Poems, 2002
- The Man and the Map, 2003
- Autographs: 56 Poems in Prose, 2008